# Aumont-en-Halatte
Aumont-en-Halatte és un municipi francès, situat al departament de l'Oise i a la regió dels Alts de França. L'any 2007 tenia 554 habitants.

## Demografia

### Població
El 2007 la població de fet d'Aumont-en-Halatte era de 554 persones. Hi havia 202 famílies de les quals 40 eren unipersonals (16 homes vivint sols i 24 dones vivint soles), 65 parelles sense fills, 89 parelles amb fills i 8 famílies monoparentals amb fills.
La població ha evolucionat segons el següent gràfic:
Habitants censats

### Habitatges
El 2007 hi havia 231 habitatges, 202 eren l'habitatge principal de la família, 23 eren segones residències i 6 estaven desocupats. 215 eren cases i 14 eren apartaments. Dels 202 habitatges principals, 186 estaven ocupats pels seus propietaris, 7 estaven llogats i ocupats pels llogaters i 9 estaven cedits a títol gratuït; 1 tenia una cambra, 11 en tenien dues, 19 en tenien tres, 35 en tenien quatre i 135 en tenien cinc o més. 183 habitatges disposaven pel capbaix d'una plaça de pàrquing. A 70 habitatges hi havia un automòbil i a 124 n'hi havia dos o més.

### Piràmide de població
La piràmide de població per edats i sexe el 2009 era:
| Homes | Edats   | Dones |
| ----- | ------- | ----- |
| 0     | 95 o +  | 0     |
| 0     | 90 a 94 | 4     |
| 0     | 85 a 89 | 4     |
| 0     | 80 a 84 | 0     |
| 0     | 75 a 79 | 4     |
| 12    | 70 a 74 | 12    |
| 12    | 65 a 69 | 4     |
| 8     | 60 a 64 | 4     |
| 32    | 55 a 59 | 20    |
| 36    | 50 a 54 | 36    |
| 20    | 45 a 49 | 24    |
| 12    | 40 a 44 | 24    |
| 20    | 35 a 39 | 4     |
| 4     | 30 a 34 | 12    |
| 8     | 25 a 29 | 0     |
| 16    | 20 a 24 | 12    |
| 20    | 15 a 19 | 24    |
| 24    | 10 a 14 | 12    |
| 20    | 5 a 9   | 12    |
| 8     | 0 a 4   | 8     |

## Economia
El 2007 la població en edat de treballar era de 381 persones, 256 eren actives i 125 eren inactives. De les 256 persones actives 235 estaven ocupades (134 homes i 101 dones) i 20 estaven aturades (7 homes i 13 dones). De les 125 persones inactives 30 estaven jubilades, 42 estaven estudiant i 53 estaven classificades com a «altres inactius».

### Ingressos
El 2009 a Aumont-en-Halatte hi havia 198 unitats fiscals que integraven 510 persones, la mediana anual d'ingressos fiscals per persona era de 36.099 €.

### Activitats econòmiques
Dels 28 establiments que hi havia el 2007, 1 era d'una empresa de fabricació de material elèctric, 3 d'empreses de fabricació d'altres productes industrials, 1 d'una empresa de construcció, 6 d'empreses de comerç i reparació d'automòbils, 3 d'empreses de transport, 1 d'una empresa d'informació i comunicació, 1 d'una empresa financera, 2 d'empreses immobiliàries, 8 d'empreses de serveis, 1 d'una entitat de l'administració pública i 1 d'una empresa classificada com a «altres activitats de serveis».
L'únic servei als particulars que hi havia el 2009 era un paleta.

## Poblacions més properes
El següent diagrama mostra les poblacions més properes.